# Papyrus 110

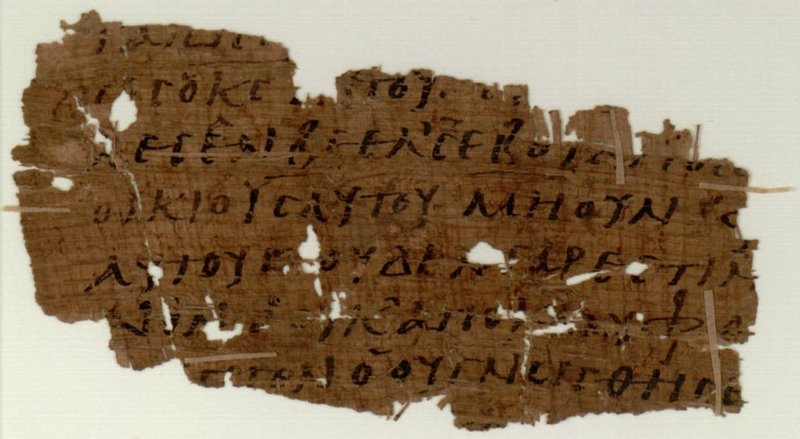
Papyrus 110 verso

Papyrus 110 (volgens de nummering van Gregory-Aland) of {\displaystyle {\mathfrak {P}}^{110}}, of P.Oxy. 4494, is een fragment van een oud Grieks afschrift van het Nieuwe Testament op papyrus. Het bevat het Evangelie volgens Matteüs 10:10-14; 10:25-27, het zijn fragmenten. Op grond van schrifttype wordt een ontstaan vroeg in de 4e eeuw aangenomen (Institute for New Testament Textual Research,INTF). Volgens Comfort is zelfs een datering in de derde eeuw mogelijk. Het handschrift wordt bewaard in de Papyrologie Kamers, van de Sackler Library te Oxford University plank nummer P. Oxy. 4494.

## Tekst
De Griekse tekst van dit fragment en de codex waar het ooit deel van uitmaakte wordt beschouwd als vertegenwoordiger van de Alexandrijnse tekst.
In Matteüs 10:14 heeft het een paar unieke varianten:
- εξερχομενων υμων (terwijl je weggaat) — Deze genitivus absolutus is een unieke tekstvariant. Alle andere tekstgetuigen hebben εξερχομενοι, een Participium in de Nominativus pluralis (tegenwoordig deelwoord in de eerste naamval meervoud) die meestal wordt verklaard als een semitisme voor de gebiedende wijs (ga weg!) Papyrus 110 maakt door de meervoudsvorm duidelijk dat de discipelen tot wie Jezus spreekt —(υμας), allen weg moeten gaan.
- πολεως η κωμης (stad of dorp) — Papyrus 110 stemt in met de Codex Sinaiticus, Minuskel 892 en Familie 13. Andere handschriften, zoals de Codex Vaticanus laten η κωμης (of dorp) weg.
- het heeft niet εκεινης (die) —Papyrus 110 stemt hier in met de Codex Bezae en de Oud-latijnse handschriften. De meerderheid van de handschriften hebben dit vrouwelijke aanwijzend voornaamwoord wel, passend bij de twee vrouwelijke zelfstandige naamwoorden οικια (huis) en πολις. (Het zou ook passen bij κωμη.)
- απο (vanaf) — Nog een unieke variant. De Codex Sinaiticus, Codex Ephraemi Rescriptus, Minuskel 33 en 892 hebben εκ. De Codex Vaticanus en andere handschriften hebben geen voorzetsel, alleen de genitivus, die hier scheiding maken betekent.
- εκμαξατε (veeg) — Dit is ook een unieke variant, alle andere teksten geven εκτιναξατε (schud).[2]

| Matteüs 10:14 in Papyrus 110 | Matteüs 10:14 in Editio Regia(1550) | Matteüs 10:14 in NA27 |
| και ος αν μη δεξηται υμας μηδε ακουση τους λογους εξερχομενων υμων εξω της οικιας η της πολεως η κωμης εκμαξατε τον κονιορτον απο των ποδων υμων.   | και ος εαν μη δεξηται υμας μηδε ακουση τους λογους υμων, εξερχομενοι της οικιας η της πολεως εκεινης εκτιναξατε τον κονιορτον των ποδων υμων. | και ος αν μη δεξηται υμας μηδε ακουση τους λογους υμων, εξερχομενοι εξω της οικιας η της πολεως εκεινης εκτιναξατε τον κονιορτον των ποδων υμων. |
| En veeg, als men jullie niet ontvangt en niet naar jullie luistert, bij het weg gaan uit het huis of de stad of het dorp het stof van je voeten af, | En als iemand jullie niet ontvangt en niet naar jullie luistert, verlaat dat huis of die stad schud het stof van je voeten.                   | En als iemand jullie niet ontvangt en niet naar jullie luistert, ga weg uit dat huis of die stad en schud het stof van je voeten.                |

### Officiële registratie
- "Continuation of the Manuscript List" Institute for New Testament Textual Research, University of Münster. Retrieved April 9, 2008